# Graphium pallescens
Graphium pallescens är en lavart som först beskrevs av Karl Wilhelm Gottlieb Leopold Fuckel, och fick sitt nu gällande namn av Paul Wilhelm Magnus 1905. Graphium pallescens ingår i släktet Graphium och familjen Microascaceae.   Inga underarter finns listade i Catalogue of Life.